# Matriarchaat
Een matriarchaat (Latijn: mater, moeder en Grieks: archè, begin, ook heersend principe;) is een maatschappijvorm waarin vrouwen en vrouwelijke cultuur, met name op basis van hun moederschap, domineren. In de 19e-eeuwse antropologie werd hiermee aanvankelijk matrilineaire afstamming bedoeld, het systeem van afstamming bepaling waarbij de dochter of zoon lid wordt van de afstammingsgroep van de moeder. Hoewel er theorieën zijn dat prehistorische samenlevingen door vrouwen zouden zijn gedomineerd, wordt het voorkomen van zuiver matriarchaat door de meeste moderne onderzoekers even onwaarschijnlijk geacht als een zuiver patriarchaat.

## Definitie
Matriarchaat kan binnen de definitie de aanduiding zijn voor een maatschappij waarin vrouwen een leidinggevende rol op economisch, politiek en maatschappelijk gebied spelen. Dan is het woord gebruikt om een vergelijkbaar soort systeem aan te duiden als patriarchaat, waarbij slechts, of vooral, de centrale rol naar het vrouwelijk geslacht verlegd is. Een andere duiding van het woord verwijst naar een egalitaire samenleving die juist gespeend is van macht, maar waarin vrouwen een centrale rol spelen. Het wordt in ideaaltypische feministische beschrijvingen gebruikt, hoewel het begrip hier ook wel wordt vermeden. Hoewel er geen sprake zou zijn van een matriarchaat, zou de leiding wel in handen zijn van vrouwen.
Tussen deze twee omschrijvingen worden nog een aantal andere typeringen aangetroffen. Sommige theorieën beschrijven prehistorische samenlevingen die door vrouwen zouden zijn gedomineerd. 
In sommige omschrijvingen wordt matriarchaat wel gelijkgesteld met matrilineariteit. Soms wordt de term matriarchaat gezien als verouderde term voor het specifieke begrip matrilineaire afstamming. Dit wordt onder andere gedaan door Peter Kloos. Meestal wordt echter tussen deze begrippen onderscheid gemaakt. Matrilineariteit behelst immers niet per definitie ook politieke en economische macht, terwijl dat met matriarchaat vaak wel wordt geïmpliceerd. In het algemeen wordt ingezien dat matrilineairiteit vaak niet tot dominantie van vrouwen leidt, als was het alleen maar omdat sommige vormen van matrilineariteit juist veel macht in handen leggen van mannelijke verwanten van de moeders.
Sanday pleit voor een herdefiniëring van het begrip waarbij politieke macht geen essentiële voorwaarde is. Overigens kan het begrip matriarchaat ook worden onderscheiden van het begrip gynocratie waarbij het gaat om heerschappij van vrouwen an sich. Het bestaan van matrilineaire en matrifocale samenlevingen is wel degelijk aangetoond. Over het bestaan van matriarchale samenlevingen bestaan de nodige vraagtekens.
Het begrip matriarchaat wordt dus op veel verschillende manieren ingevuld waarbij er mogelijk ook verschillen optreden tussen het gebruik in verschillende talen. In de verschillende definities worden een variëteit aan kenmerken benoemd die volgens verschillende auteurs al dan niet onderdeel, eventueel cruciaal onderdeel, kunnen zijn van de bepaling van het begrip.
In populair gebruik wordt vaak voorbijgegaan aan deze verschillende opvattingen en wordt het wel gebruikt om aan te geven dat vrouwen op enig vlak een grotere invloed hebben.

## Oermatriarchaat
Het oermatriarchaat is een aanduiding voor een samenleving zoals die in de verre oudheid zou hebben bestaan. Dit idee wordt tegenwoordig binnen de academische wereld afgewezen, maar werd in de negentiende eeuw nog breed gedragen. Het moderne idee van een oermatriarchaat is terug te voeren op Johann Jakob Bachofen die in 1861 Das Mutterrecht publiceerde. Mythes waren voor hem meer dan slechts een verhaal, het waren historische documenten waarmee hij de prehistorie kon achterhalen. Bachofen baseerde zich daarnaast onder meer op een passage van Herodotus:
Dit ene gebruik echter is bij hen [de Lyciërs] eigenaardig en wordt met geen enkel ander volk gedeeld: zij noemen zich naar hun moeder en niet naar hun vader; zodat, als iemand een ander vraagt, wie hij is, dan zal hij de naam van zijn moeder zeggen en de moeders van zijn moeder opgeven. En indien een vrijgeborene vrouw met een slaaf huwt, worden de kinderen als vrijgeborenen beschouwd; doch indien een burger, al ware hij ook de eerste onder hen, een vreemdelinge huwt of tot bijzit neemt, dan zijn de kinderen onwettig.
Herodotus I:173
Bachofen stelde dat deze vorm van matrilineaire afstamming, die hij moederrecht noemde, zich niet slechts beperkte tot de Lyciërs, maar een fase was in de ontwikkeling van alle menselijke samenlevingen. Hieraan zou een fase van promiscuïteit vooraf zijn gegaan, het hetaerisme, waarin de sterkste man domineerde. Deze tiran verkreeg zijn rechten via moederszijde, aangezien het door de promiscuïteit niet mogelijk was een vader aan te wijzen. Het enige positieve in dit 'moeras' was volgens Bachofen het moederschap, maar verder was de rol van de vrouw beperkt. Tegen deze situatie kwamen de vrouwen in opstand in een periode van Amazonisme. Daarop volgde de Demetrische gynocratie, een periode van monogamie en heerschappij van vrouwen waarin de landbouw tot ontwikkeling kwam. In de Dionysische periode daarop bleef monogamie weliswaar gehandhaafd, maar zou er wel sprake zijn geweest van een terugval van morele waarden. Dit leidde tot de tweede periode van Amazonisme waar de latere mythes op gebaseerd zouden zijn. Deze keer is er echter volgens Bachofen sprake van een achteruitgang. De Amazonen zouden vijandig hebben gestaan tegenover mannen en Bachofen juicht hun nederlaag dan ook toe. In de uiteindelijke Apollinische periode zouden de juiste verhoudingen tussen mannen en vrouwen weer zijn hersteld. Voor het eerst waren de seksen gelijkwaardig. Waar de Dionysische periode zich kenmerkte door de nadruk op het seksuele en materiële, ligt in het Apollinische patriarchaat de nadruk op het geestelijke. Bachofen beschouwde het patriarchaat dan ook als beste samenlevingsvorm.
Bachofen was weliswaar de eerste, maar zijn stijl en methodiek konden op veel kritiek rekenen, als hij al gelezen werd. Enkele jaren later kwam John Ferguson McLennan in Primitive Marriage echter onafhankelijk tot het idee van een prehistorische matriarchale samenleving. Afgezien van dit centrale idee verschilde zijn theorie echter aanzienlijk van die van Bachofen en McLennan vond dan ook meer aanhang dan Bachofen. Deze opvatting paste binnen het negentiende-eeuwse evolutionisme, het idee van een unilineaire (rechtlijnige) culturele evolutie van de samenleving die verliep van eenvoudige, primitieve tot steeds ingewikkelder en complexere vorm. Aan het einde van de negentiende eeuw werd het idee van een prehistorische matriarchale samenleving binnen de antropologie breed gedragen.
Het idee van vooruitgang kwam sterk naar voren bij Lewis Henry Morgan die 1877 Ancient Society publiceerde. Ook politiek begon het idee van een matriarchale fase een rol te spelen en het werk van Morgan beïnvloedde zowel Marx als Engels. Zij beschouwden het echter juist als een achteruitgang dat de macht in handen kwam van de man. Engels schreef in 1884 in De oorsprong van het gezin, van de particuliere eigendom en van de staat:
De omverwerping van het moederrecht was de wereldhistorische nederlaag van het vrouwelijke geslacht. De man nam ook in huis het heft in handen, de vrouw werd van haar waardigheid beroofd, geknecht, tot slavin van zijn lusten en louter een werktuig om kinderen voort te brengen. Deze vernederende positie van de vrouw [...] werd langzamerhand huichelachtig vergoelijkt of hier en daar in een mildere vorm gekleed, maar afgeschaft werd zij geenszins.
Volgens Engels vond de verschuiving van de matrilineaire en matrilocale familie naar het patriarchaat plaats met het groeien van het particuliere eigendom. Hiervan was maar zeer beperkt sprake bij de nomadische jager-verzamelaars, maar met de overgang naar landbouw groeiden de mogelijkheden tot privé-eigendom. De man zou dit niet over hebben willen laten gaan naar de kinderen van zijn zuster, maar naar zijn eigen nageslacht. Hiermee zou een einde zijn gekomen aan het oercommunisme met zijn egalitaire kenmerken. Waar bij Bachofen de landbouw pas kon ontstaan tijdens het matriarchaat, betekende dit volgens Engels dus juist het einde van het matriarchaat.
Dat het matriarchaat een hogere vorm van beschaving was, sloeg eveneens aan bij feministische theoretici, zoals Matilda Joslyn Gage waarvan in 1893 Woman, Church, and State verscheen. Die Frau und der Sozialismus uit 1879 van de socialist August Bebel werd in 1904 vertaald als Women Under Socialism en werd verplicht leeswerk voor de Women’s National Committee van de Socialist Party of America.
Bachofen zelf sprak niet over matriarchaat, maar over gynocratie. Een vroeg gebruik van de term is te vinden in Het Matriarchaat bij de oude Arabieren uit 1884 van George Alexander Wilken. Tylor was een van de eersten die de term matriarchaat gebruikte, zich daarbij baserend op het werk van Verkerk Pistorius. In zijn artikel The Matriarchal Family System uit 1896 stelde Tylor dat het werk van McLennan de patriarchale kijk van Henry Maine in Ancient Law verwierp. Hij gaf echter ook aan dat de term matriarchaat problematisch was, omdat Verkerk Pistorius in Studien over de inlandsche huishouding in de Padangsche Bovenlanden uit 1871 een samenleving beschreef waarin vrouwen weliswaar meer rechten hadden, maar waarbij de oudste broer van moederszijde het hoofd van het gezin is, iets wat later een matrilineair systeem zou worden genoemd.
Het idee van een universeel geldende sociale ontwikkeling kwam echter steeds meer onder vuur te liggen waarbij Franz Boas een belangrijke rol speelde. De theorie werd gezien als etnocentrisch en men verwierp de door het vooruitgangsgeloof ingegeven idee dat de moderne samenleving beter zou zijn dan oudere vormen. Elke samenleving was sui generis en moest worden beoordeeld op de eigen karakteristieken.

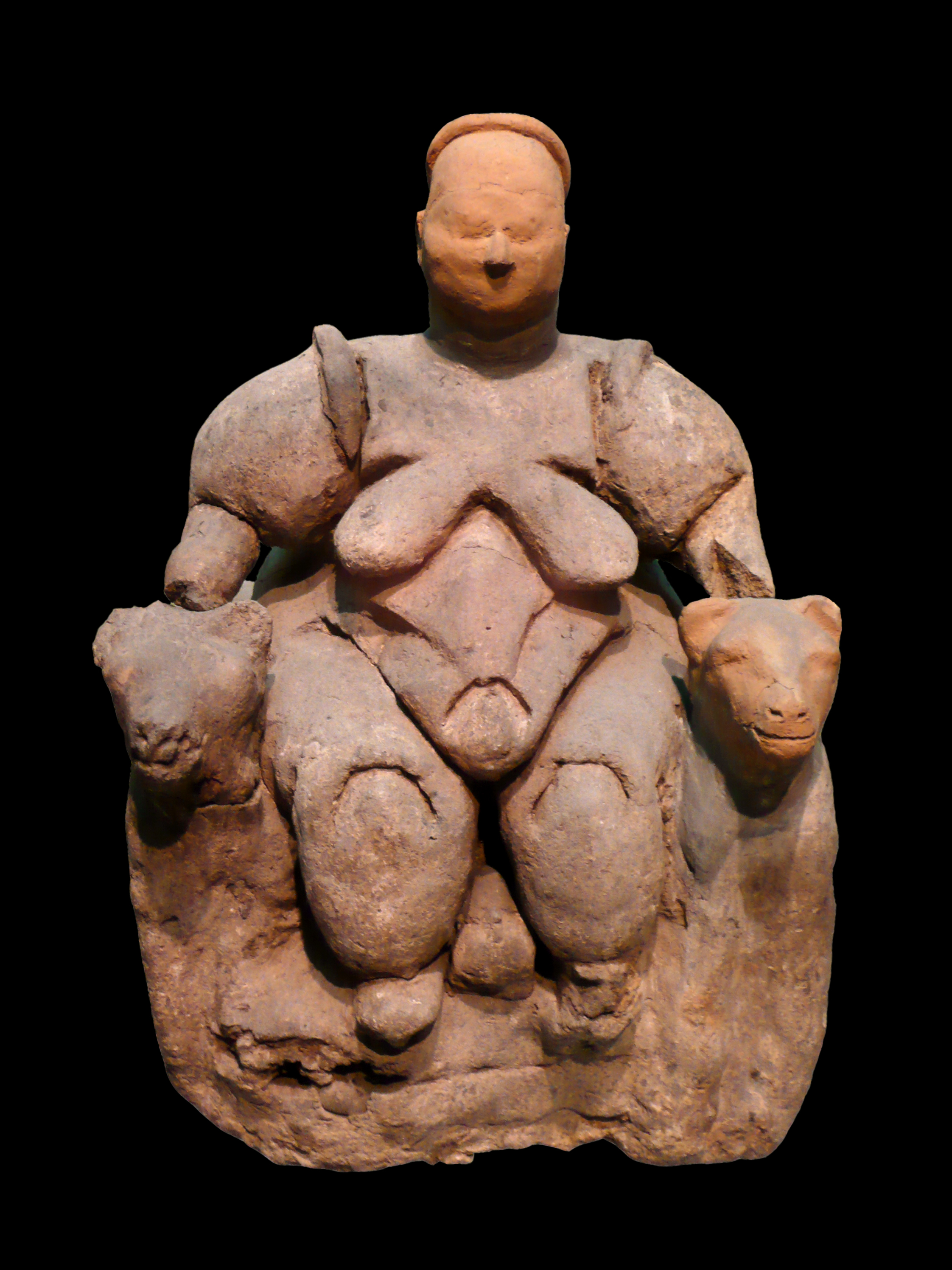
Beeldje van zittende vrouw; gevonden in Zuidoost-Turkije

Dat betekende niet dat matriarchale samenlevingen in het geheel niet konden hebben bestaan. Buiten de mythes waren er echter geen aanwijzingen dat er inderdaad een door vrouwen gedomineerde samenleving was geweest. Ook werd duidelijk dat matrilineariteit nog geen matriarchaat impliceert. Binnen de antropologie werd het matriarchaat dan ook verworpen.
Buiten de antropologie bleef het idee echter bestaan, zowel in de wetenschap als daarbuiten. Zo lag het aan de basis van de opkomst van wicca in de jaren vijftig. Archeologen werden zowel beïnvloed door het idee van het matriarchaat als het daarmee samenhangende idee van een moedergodin. Pas in de jaren zestig werd ook binnen de archeologie dit idee verlaten onder invloed van het werk van Peter Ucko en Andrew Fleming.

### Feminisme
Hoewel het idee van het matriarchaat nooit helemaal weg was geweest, duurde het tot de tweede feministische golf voor het weer midden in de aandacht zou staan. Antropologen als Bachofen en Briffault werden opnieuw ontdekt, terwijl elke mythe, oud gebruik en andere zaken die het idee ondersteunden, werden omarmd. Twee boeken waren hierbij belangrijk, The First Sex uit 1971 van Elizabeth Gould Davis en When God Was a Woman uit 1976 van Merlin Stone. Volgens Davis was de vrouw de eerste mens en was de man een latere mutatie; Stone sloot dichter aan bij de eerdere theorieën.
Het werk van archeologe Marija Gimbutas gaf dit alles wetenschappelijke geloofwaardigheid. Zij had veel opgravingen gedaan in de Balkan en een grote collectie artefacten gevonden. In 1974 publiceerde zij The Gods and Goddesses of Old Europe, dat in 1982 opnieuw werd uitgegeven als The Goddesses and Gods of Old Europe om de verhoudingen tussen de goden en godinnen weer te geven. Gimbutas zag in veel beeldjes een manifestatie van de Godin die aanbeden zou zijn in de periode van het matriarchaat. In tegenstelling tot bij Bachofen was dit een vreedzame periode. Het matriarchale Oude Europa zou daarna veroverd zijn door wat zij naar de grafheuvels Koergans noemde, een kleine groep van patriarchale militaristische nomaden van de Russische steppen. De bekende godinnen uit de recentere patriarchale geschiedenis zouden overblijfselen zijn van het Oude Europa.
Dit verhaal bleek aansprekend voor vrouwen en ook mannen die dit verleden projecteerden op een vreedzamer en duurzamer toekomst die zou kunnen volgen op de huidige door mannen gedomineerde maatschappij met oorlog en sociale ongelijkheid. Heide Göttner-Abendroth stelde dat het matriarchaat een niet-hiërarchische, horizontale samenleving was van matrilineaire verwantschap. Matriarchaat staat bij haar dus niet gelijk aan vrouwelijke dominantie.
Er ontstond kritiek op deze hypothese, zowel binnen als buiten de feministische beweging. Critici buiten het feminisme zijn onder anderen Fleming, Ucko en Hayden, erbinnen Conkey, Tringham, Meskell en Talalay. De kritiek richt zich op de onwaarschijnlijkheid van de hypothese in het algemeen en meer specifiek op de interpretatie van de beeldjes. De hypothese van Gimbutas stelde dat een samenleving waarin veel vrouwelijke afbeeldingen voorkomen een vrouwelijke dominantie impliceert. Voorbeelden uit bijvoorbeeld het huidige India of het middeleeuwse Europa ondersteunden deze hypothese echter niet. Voor Afrika stelden Cheikh Anta Diop en Ifi Amadiume dat er daar wel aanwijzingen zijn voor een matriarchaat. Ook enkele Chinese historici zien aanwijzingen voor een matriarchaat in het oude China, maar dit wordt sterk betwist. Voor Amerika is het bewijs dubbelzinnig.
Daarnaast gold voor de beeldjes dat deze deels mannelijke kenmerken hadden, terwijl een groot deel in het geheel geen geslachtelijke kenmerken bezat. Het deel dat werkelijk vrouwelijke kenmerken had, was beperkter dan Gimbutas stelde. In hoeverre deze een religieuze betekenis hadden, was moeilijk te zeggen. De stelling van Gimbutas dat deze beeldjes impliceerden dat de Godin aanbeden werd, kreeg dan ook de nodige kritiek te verduren.
Niet alleen het idee van een matriarchaat werd binnen de academische wereld afgewezen, ook het beeld van de jager-verzamelaarsamenleving met de vrouw als verzamelaar in een ondergeschikte rol had behoefte aan bijstelling. Daarbij wordt gepoogd de man-vrouwverhouding minder als dichotomie te benaderen. De viricentristische benadering moet niet vervangen worden door een gynocentrische waarbij het mannelijke seksisme wordt vervangen door een vrouwelijke.
In plaats daarvan geldt een geheel van complexe interacties dat per samenleving verschilt.
Binnen de Godinbeweging werd fel gereageerd op vooral de afwijzing door feministische wetenschappers. Het idee van een vroeg matriarchaat is daar nog verre van verlaten. Ook in de populaire literatuur wordt dit idee met of zonder moedergodin nog veelvuldig aangehaald.

## Dieren
In het dierenrijk zijn matriarchaten een geregeld voorkomend verschijnsel. Olifanten leven bijvoorbeeld in familiegroepen die door een matriarch geleid worden. Opvallende voorbeelden vinden we ook bij bijen en mieren. De bonobo-apen zijn van de matriarchaal levende soorten het nauwst aan de mens verwant.